# Montguyon
Montguyon è un comune francese di 1 494 abitanti situato nel dipartimento della Charente Marittima nella regione della Nuova Aquitania.

## Geografia fisica

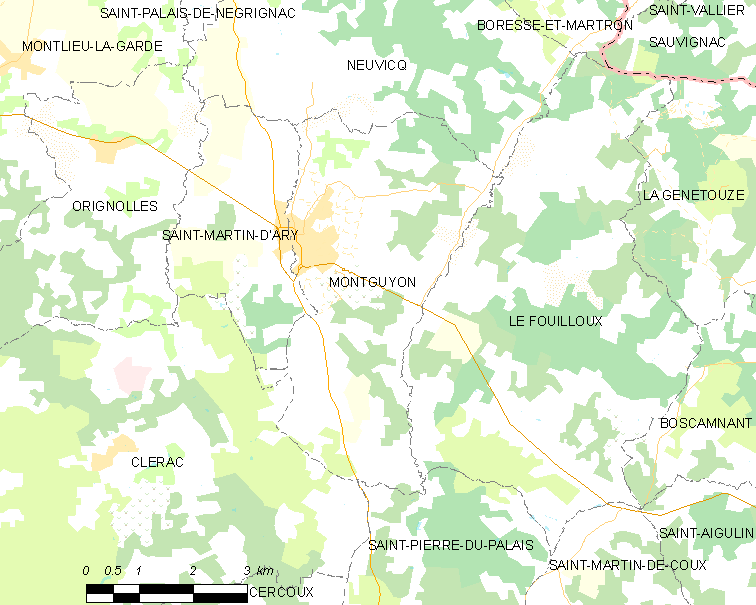
Situazione di Montguyon

## Società

### Evoluzione demografica
Abitanti censiti